# Paris Concert
Paris Concert från 1990 är ett soloalbum med pianisten Keith Jarrett.
Det första spåret kallas helt enkelt October 17, 1988 efter datumet för konserten. Det är en 38 minuter lång improvisation utan paus. Det andra och mycket kortare spåret, är en ballad av Russ Freeman och Jerry Gladstone kallad The Wind. Slutligen kommer en improviserad blues i C-dur.
Albumet blev ett av Jarretts sista soloalbum innan han drabbades av problemen med kroniskt trötthetssyndrom.

## Låtlista
1. October 17, 1988 (Keith Jarrett) – 38:24
2. The Wind (Russ Freeman/Jerry Gladstone) – 6:32
3. Blues (Keith Jarrett) – 5:22

## Medverkande
- Keith Jarrett – piano